# Brasil Plural

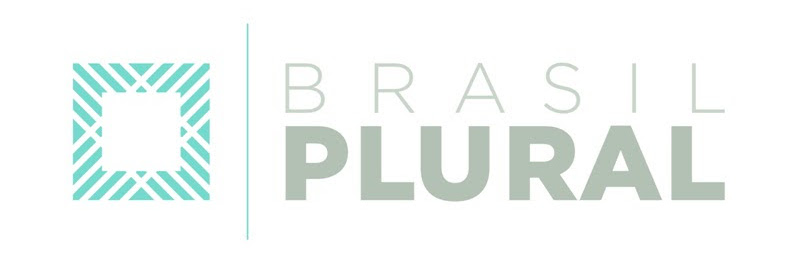
Logomarca

Brasil Plural é um banco múltiplo com foco em operações estruturadas de financiamento, assessoria financeira, asset management e gestão de patrimônio. O Banco, por si ou por meio de suas controladas, possui presença nas áreas de  reestruturação e recaptalização de empresas, distressed assets, Real Estate, gás e energia, além de securitização e resseguros.
Fundado em novembro de 2009, por quatro sócios oriundos de instituições do mercado financeiro, Rodolfo Riechert, André Schwartz, Eduardo Moreira e Carlos Eduardo Rocha, em 2017 o grupo administrava mais de R$ 40 bilhões em suas gestoras. Teve participação em operações de investment banking e participou de operações relevantes de mercado de capitais dos últimos anos. O Grupo possui escritórios em São Paulo, Rio de Janeiro, Porto Alegre, além de sua corretora afiliada em Nova York.